# حزب اليسار الديمقراطي (تركيا)
حزب اليسار الديمقراطي (باللغة التركيّة:Demokratik Sol Parti)، حزب سياسي قومي يساري تركي شديد العلمانية، حصل الحزب على 20.85% من الأصوات في الانتخابات التركية العامة 2007، وممثل بالبرلمان التركي بثلاثة عشر مقعد.

## وصلات خارجية
- موقع الحزب الرسمي